# Parc national de Malolotja
Le parc national de Malolotja (en anglais : Malolotja National Park) est une aire protégée de 180 km², établie en 1977 dans la région de Hhohho, au nord-ouest de l’Eswatini, à la frontière sud-africaine. Il est géré par la Swaziland National Trust Commission.

## Géographie
Le parc s'étend sur des montagnes atteignant 1 829 m (Ngwenya Mountain), vallées abruptes, cours d'eau et prairies de haute altitude. La Malolotja River y forme des chutes de 95 m. Il borde la Songimvelo Game Reserve et fait partie du Songimvelo–Malolotja Peace Park.

## Flore et faune
Le parc offre une mosaïque de milieux (pelouses d'altitude, bushveld, forêts afromontanes), abritant orchidées, proteas, et cycadales rares comme Encephalartos paucidentatus et E. laevifolius.
Soixante-trois espèces de mammifères fréquentent le parc, telles que zèbres, élands, blesboks, oribis, léopards, servals et aardwolves. Plus de 280 espèces d’oiseaux y ont été observées, incluant turacos, sugarbirds, ibis chauves, trogons de Narina et merles oranges menacés. Les espèces comme la grenouille fantôme, la rainette lamentative et le gecko Swazi Thick‑tailed y sont documentées.

## Conservation
Classé Important Bird Area (IBA) par BirdLife International en 1998, le parc est également reconnu pour ses formations géologiques parmi les plus anciennes du monde.

## Activités
Un réseau de sentiers de randonnée d'environ 200 km traverse forêts, gorges et sommets, avec campings et hébergements sur place. Le canopy tour, inauguré avant 2023, propose 10 tyroliennes, 11 plateformes et un pont suspendu de 50 m au-dessus de la gorge de Silotshwane. Des safaris, sorties VTT, pêche et visites de grottes sont également proposés.

## Climat
Le climat est caractérisé par des pluies estivales (décembre à avril) et des gelées fréquentes entre juin et juillet.

## Menaces
La prospection de minerai (green chert) dans la vallée de Mgwayiza suscite des inquiétudes quant à l'impact sur l'eau, la biodiversité et les sites patrimoniaux.